# 다비드 뤼엘
다비드 피에르 뤼엘(프랑스어: David Pierre Ruelle IPA: [david pjɛʁ ʁɥɛl], 1935년 8월 20일 ~ ) 박사는 벨기에 태생 수리물리학자다. 통계역학과 동역학계의 연구에 기여하였다.

## 생애
벨기에 헨트에서 1935년 8월 20일 태어났고 브뤼셀 자유 대학교에서 공부하였다. 1959년 취리히 공과대학교에서 박사 학위를 수여받았다.
1960년 ~ 1962년까지 취리히 연방 공과대학교에 있었고, 1962년 ~ 1964년에는 프린스턴 고등연구소에 있었다. 1964년 IHÉS의 교수가 되었고 2000년에 은퇴하였다.

## 학력
- 1951년~1955년: 몽스 대학교 폴리테니크 (학사)
- 1955년~1957년: 브뤼셀 자유 대학교 (석사)
- 1957년~1959년: 취리히 공과대학교 (박사)

## 저서
- (1969) Statistical Mechanics: Rigorous Results, World Scientific
- (1978) Thermodynamic formalism : the mathematical structures of classical equilibrium statistical mechanics, Addison-Wesley. ISBN 0-201-13504-3.; (1984) Cambridge: University Press ISBN 0-521-30225-0. 2e (2004) Cambridge: University Press ISBN 0-521-54649-4
- (1991) Chance and Chaos, Princeton University Press
- (2007) The Mathematician's Brain, Princeton University Press

## 같이 보기
- 공리적 양자장론
- 혼돈 이론
- 유체역학
- 통계물리학

## 참고 문헌
1. ↑  List of Fellows of the American Mathematical Society